# Силвер Крик (Њујорк)
Силвер Крик (енгл. Silver Creek) град је у америчкој савезној држави Њујорк.

## Демографија
По попису из 2010. године број становника је 2.656, што је 240 (-8,3%) становника мање него 2000. године.
| Група             | 2000.         | 2010.         |
| Белци             | 2.783 (96,1%) | 2.458 (92,5%) |
| Афроамериканци    | 8 (0,3%)      | 24 (0,9%)     |
| Азијати           | 3 (0,1%)      | 13 (0,5%)     |
| Хиспаноамериканци | 52 (1,8%)     | 75 (2,8%)     |
| Укупно            | 2.896         | 2.656         |